# Cristian Colusso
Cristian Daniel Colusso Peralta  (Rosario, Santa Fe, Argentina) es un exfutbolista y entrenador argentino. Jugaba de centrocampista y su primer club fue Rosario Central. Actualmente es entrenador de Sportivo Futbol Club, de Alvarez.

## Carrera
Comenzó su carrera en Rosario Central en 1994. Deslumbró por su habilidad y fue calificado como  
gran promesa, en especial luego de que en un encuentro ante San Lorenzo de Almagro, disputado el 18 de diciembre de 1994, cumpliera una actuación sobresaliente en la victoria de su equipo 3-2, con dos tantos del Chiry. En los torneos siguientes participó mayormente entrando desde el banco; integró el plantel canalla campeón de la Copa Conmebol 1995, ejecutando incluso uno de los penales en la definición de la final ante Atlético Mineiro, que fuera atajado por el mundialista Cláudio Taffarel.
A mediados de 1996 fue transferido a Sevilla; en el cuadro español llegó a jugar 6 partidos, hasta que estalló un escándalo en el que estuvo involucrado su representante, quien con distintas maniobras perjudicó tanto al club como al jugador. Entonces fue cedido a León de México, donde sufrió una severa lesión en una rodilla.
En 1999 retornó a Central, donde Edgardo Bauza le dio un lugar entre los jugadores de alternativa durante el Clausura. Luego continuó su carrera por algunos clubes de ascenso de Argentina, pero sobre todo se convirtió en un trotamundos, jugando en Inglaterra, Italia, Ecuador, Venezuela y Argelia.

## Clubes
| Club                           | País       | Año       |
| ------------------------------ | ---------- | --------- |
| Rosario Central                | Argentina  | 1994-1996 |
| Sevilla                        | España     | 1996-1997 |
| León                           | México     | 1997-1998 |
| Rosario Central                | Argentina  | 1999      |
| Atlético Tucumán               | Argentina  | 2000-2001 |
| Oldham Atheltic                | Inglaterra | 2002      |
| Carrarese Calcio               | Italia     | 2002-2003 |
| Almirante Brown                | Argentina  | 2003      |
| USM Blida                      | Argelia    | 2004      |
| Universidad Católica (Ecuador) | Ecuador    | 2005      |
| Deportivo Anzoátegui           | Venezuela  | 2006      |
| Atlético Club San Martín       | Argentina  | 2007      |
| Liberty Bari                   | Italia     | 2007-2008 |
| Club Atlético Pujato           | Argentina  | 2008      |